# Miskolci fröccsfesztivál
A miskolci fröccsfesztivál Miskolc kulturális életének 2006 óta évente megrendezett eseménye, amely a borászat propagálását és Miskolc idegenforgalmának fejlesztését kívánja elősegíteni. A fesztivál megismerteti a látogatókkal a fröccsözés történetét, a borfajtákat és az ezekből készült fröccsfajtákat.

## Története
A fröccs létrejöttét Jedlik Ányos 1826-os találmánya, a szódavíz tette lehetővé. A bor és a szódavíz elegyét eredetileg spiccernek (spitzer) nevezték, és ezt magyarosította fröccsre Vörösmarty Mihály. Az italnak számos változata alakult ki az idők folyamán, a miskolci fröccsfesztiválon 21 féle fröccsöt szolgálnak fel, amelyek a bor és a szódavíz arányaiban térnek el egymástól. A hagyományos keverésű italok mellett alkoholmentes, magas gyümölcstartalmú és különleges, méz hozzáadásával készült fröccsöket is meg lehet kóstolni, emellett alkoholmentes fröccsöt is készítenek.
A fröccsfesztivál története szorosan kapcsolódik a Múzeumok Éjszakája című országos programsorozathoz, amit minden évben Szent Iván éjszakáján, június 24-én, illetve a jeles naphoz közeli hétvégén rendeznek meg. 2005-ben a Herman Ottó Múzeum a rendezvény keretein belül otthont adott egy szódakiállításnak is, amely során avasi pincékben fröccsöket is fogyaszthattak a vendégek.
A szódakiállítás sikere után 2006-tól elindították a fröccsfesztivált. A bor és a szóda összekeveréséből született fröccsöt azóta is minden évben megünneplik, melyen kulturális programok is vannak. A fesztivált 2008-tól kétnaposra bővítették.  A rendezvényt a Herman Ottó Múzeum kiállítási épületében (Papszer 1.) és udvarán tartják meg, rendszerint délután 2 vagy 3 órától hajnali 2 óráig.
Az évek során a fesztivál programjai kiterjedtek az étkezésre is. Minden évben más ételeket mutatnak be. Emellett a tájegységre jellemző borokat, sajtokat és pékárukat kínáltak. 2010-ben szódásüveg bemutatót és vásárt rendeztek.